# Urbain Le Verrier
Urbain Jean Joseph Le Verrier FRS (Saint-Lô, 11 de março de 1811 — Paris, 23 de setembro de 1877) foi um matemático e astrônomo francês.
Especialista em mecânica celeste, Le Verrier é conhecido por ter previsto a existência e a posição do planeta Netuno usando apenas cálculos matemáticos. Os cálculos foram feitos, originalmente, para explicar as discrepâncias na órbita de Urano e as leis físicas de Kepler e de Newton. Ele então enviou as coordenadas obtivas para seu colega Johann Gottfried Galle, em Berlim, pedindo que verificasse os cálculos. Galle encontrou Netuno na mesma noite em que recebeu a correspondência.

## Biografia
Le Verrier nasceu na cidade francesa de Saint-Lô, em 1811, no seio de uma modesta família burguesa. Era filho de  Louis-Baptiste Le Verrier e Marie-Jeanne-Josephine-Pauline de Baudre, tendo estudado na Escola Politécnica de Paris. Por um breve período, estudou química sob a supervisão de Gay-Lussac, escrever artigos sobre as combinações de fósforo e hidrogênio e fósforo e oxigênio. Ele então mudou para astronomia, particularmente para a mecânica celeste, e aceitou um emprego no Observatório de Paris. Passou a maior parte de sua vida profissional lá, e acabou se tornando o Diretor daquela instituição, de 1854 a 1870 e novamente de 1873 a 1877.
Em 1846, Le Verrier se tornou membro da Académie des Sciences e em 1855 foi eleito membro estrangeiro da Academia Real das Ciências da Suécia. Seu nome é um dos 72 inscritos na Torre Eiffel.

## Carreira
O primeiro trabalho de Le Verrier em astronomia foi apresentado à Académie des Sciences em setembro de 1839, intitulado Sur les variables séculaires des orbites des planètes (Sobre as variações seculares das órbitas dos planetas). Este trabalho abordou uma questão importante da astronomia: a estabilidade do Sistema Solar, estudada pela primeira vez por Pierre-Simon Laplace. Ele foi capaz de deduzir alguns limites importantes para os movimentos do sistema solar, mas devido às massas imprecisas dos planetas, seus resultados foram provisórios.
De 1844 a 1847, Le Verrier publicou uma série de trabalhos sobre cometas periódicos, como o Lexell, o Faye e o DeVico. Ele foi capaz de mostrar algumas interações interessantes com o planeta Júpiter, provando que certos cometas eram na verdade o reaparecimento de cometas previamente conhecidos lançados em órbitas diferentes.

## Descoberta de Netuno
A realização mais famosa de Le Verrier é sua previsão da existência do então desconhecido planeta Netuno, usando apenas matemática e observações astronômicas do já conhecido planeta Urano. Encorajado pelo físico François Arago, então diretor do Observatório de Paris, Le Verrier trabalhou por meses em cálculos complexos para explicar pequenas discrepâncias, mas sistemáticas entre a órbita observada de Urano e aquela prevista pelas leis da gravidade de Newton.
Ao mesmo tempo e sem o conhecimento de Le Verrier, cálculos semelhantes foram feitos por John Couch Adams, na Inglaterra. Le Verrier anunciou publicamente sua posição final prevista para o planeta invisível à Academia Francesa em 31 de agosto de 1846, dois dias antes da solução final de Adams ser enviada em particular ao Observatório Real de Greenwich. Le Verrier enviou suas previsões em 18 de setembro para Galle, no Observatório de Berlim. A carta chegou cinco dias depois e o planeta encontrado naquela mesma tarde, 23 de setembro de 1846, por Galle e Heinrich d'Arrest.
Houve, e até certo ponto ainda há, polêmica sobre os créditos da descoberta. Não há ambiguidade nas alegações de descoberta de Le Verrier, Galle e d'Arrest. O trabalho de Adams foi iniciado antes de Le Verrier, mas foi concluído mais tarde e não estava relacionado com a descoberta real. Nem mesmo o mais breve relato dos elementos orbitais previstos por Adams foi publicado até mais de um mês após a confirmação visual de Berlim. Adams reconheceu publicamente a prioridade e o crédito de Le Verrier (sem se esquecer de mencionar o papel de Galle) quando deu seu trabalho à Royal Astronomical Society em novembro de 1846:
| “ | Menciono essas datas apenas para mostrar que meus resultados foram obtidos independentemente, e antes da publicação dos de Sr. Le Verrier, e não com a intenção de interferir em suas justas reivindicações às honras da descoberta; pois não há dúvida de que suas pesquisas foram publicadas pela primeira vez para o mundo, e levaram à descoberta real do planeta pelo Dr. Galle, de modo que os fatos declarados acima não podem diminuir, no mínimo grau, o crédito devido a Sr. Le Verrier. | ” |

### Tabelas dos planetas
No início do século XIX, os métodos de previsão dos movimentos dos planetas eram um tanto dispersos, tendo sido desenvolvidos ao longo de décadas por vários pesquisadores diferentes. Em 1847, Le Verrier assumiu a tarefa de "... abraçar em uma única obra todo o sistema planetário, harmonizar tudo se possível, caso contrário, declarar com certeza que existem causas ainda desconhecidas de perturbações ...", que lhe ocupou boa parte da carreira.
Le Verrier começou reavaliando, até a 7.ª ordem, a técnica de cálculo das perturbações planetárias conhecida como função perturbadora. Esta derivação, que resultou em 469 termos matemáticos, estava completa em 1849. Em seguida, ele coletou observações das posições dos planetas já em 1750. Examiná-las e corrigir todas as inconsistências com os dados mais recentes o ocupou até 1852.
Le Verrier publicou, nos Annales de l'Observatoire de Paris, tabelas dos movimentos de todos os planetas conhecidos, divulgando-as à medida que as completava, a partir de 1858. As tabelas formaram as efemérides fundamentais do Connaissance des Temps, o almanaque astronômico do Bureau des Longitudes, até cerca de 1912. Naquela época, o trabalho de Le Verrier nos planetas exteriores foi revisado e expandido por Jean Baptiste Aimable Gaillot.

### Precessão de Mercúrio
Le Verrier começou a estudar o movimento de Mercúrio já em 1843, com um artigo intitulado Détermination nouvelle de l'orbite de Mercure et de ses perturbations (Uma nova determinação da órbita de Mercúrio e suas perturbações). Em 1859, Le Verrier foi o primeiro a relatar que a lenta precessão da órbita de Mercúrio em torno do Sol não podia ser completamente explicada pela mecânica newtoniana e pelas perturbações dos planetas conhecidos. Ele sugeriu, entre as explicações possíveis, que outro planeta (ou talvez, em vez disso, uma série de "corpúsculos" menores) poderia existir em uma órbita ainda mais próxima do Sol do que a de Mercúrio, para explicar tal perturbação.
O sucesso na busca por Netuno com base em suas perturbações da órbita de Urano levou os astrônomos a crer nesta possível explicação, e o planeta hipotético foi até chamado de Vulcano. Tal planeta nunca foi encontrado e a precessão anômala foi depois explicada pela relatividade geral.

## Últimos anos
Os métodos de gestão de Le Verrier não eram apreciados pela equipe do Observatório de Paris, e as disputas tornaram-se tão grandes que ele foi expulso em 1870. Le Verrier foi sucedido por Charles-Eugène Delaunay, mas foi reintegrado em 1873 depois que Delaunay se afogou acidentalmente. Le Verrier ocupou o cargo até sua morte em 1877.

### Morte
Le Verrier morreu em 23 de setembro de 1877, em Paris, aos 66 anos. Ele deixou a esposa, Lucille Clotilde Choquet, com quem se casou em 1837 e três filhos. Le Verrier foi sepultado no Cemitério de Montparnasse, onde um grande orbe celestial foi entalhada em sua lápide.